# Парнон
Парнон (на гръцки: Όθρυς) е планина в Южна Гърция, в югоизточната част на полуостров Пелопонес. Простира се от север-северозапад на юг-югоизток покрай западния бряг на залива Арголикос на протежие около 100 km и ширина до 40 km. На север, в района на град Триполи се свързва с планината Майнало. Западните ѝ склонове към долината на река Евротас са полегати, а източните стръмно се спускат към залива Арголикос. Изградена е предимно от кристалинни шисти и варовици. От северозападната ѝ част извира река Евротас. Склоновете ѝ са заети от вечнозелена средиземноморска храстова растителност, а по най-високите части има остатъци от борови и елови гори.